# Ischnodemus rufipes
Ischnodemus rufipes är en insektsart som beskrevs av Van Duzee 1909. Ischnodemus rufipes ingår i släktet Ischnodemus och familjen Blissidae. Inga underarter finns listade i Catalogue of Life.